# Finca Experimental «La Hoya»

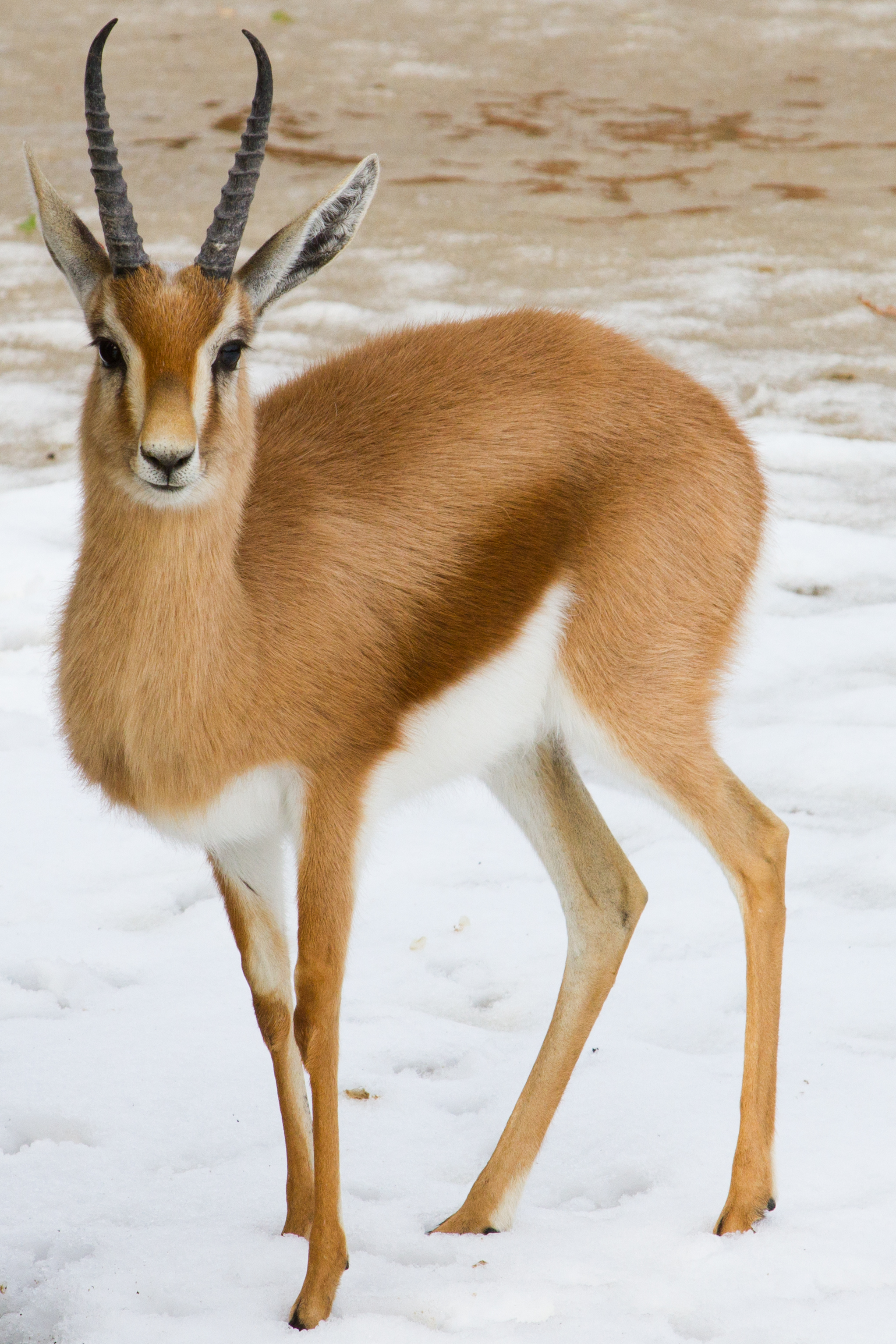
La gacela dorca es una de las especies protegidas en la Finca Experimental y cuyo objetivo es su reintroducción en el norte de África.

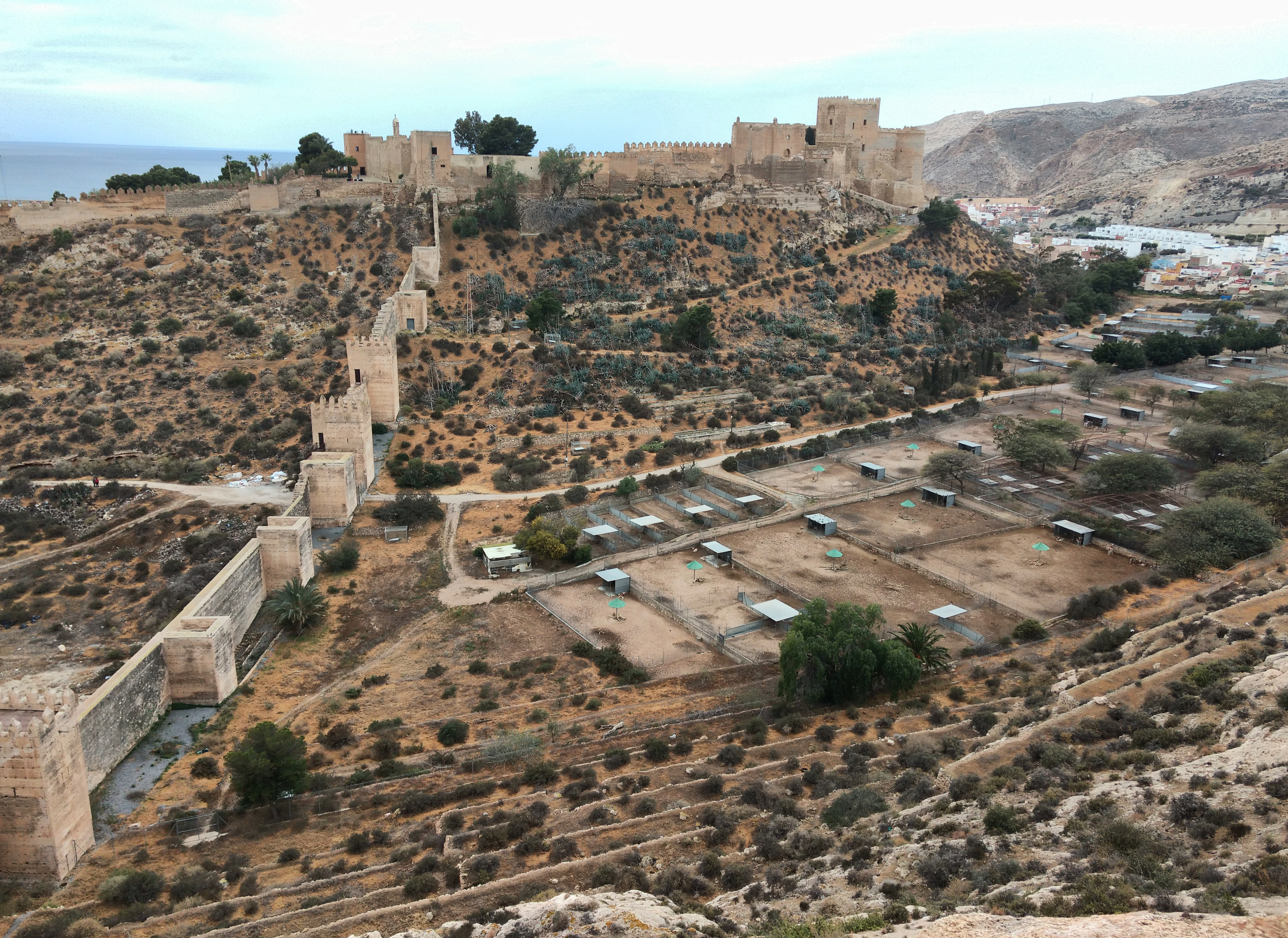
Vista de la Finca Experimental «La Hoya» junto a la Alcazaba y la Muralla de Jairán.

La Finca Experimental «La Hoya», anteriormente denominada «Parque de Rescate de la Fauna Sahariana», es una instalación científica adscrita a la Estación Experimental de Zonas Áridas, centro perteneciente al Consejo Superior de Investigaciones Científicas, a su vez dependiente del Ministerio de Ciencia, Innovación y Universidades de España. 
Se encuentra ubicada en la ciudad de Almería, en la comunidad autónoma de Andalucía, al sureste de la península ibérica y su nombre deriva del denominado paraje La Hoya donde se sitúa. Su principal objetivo desde 1971, entre otros, es la cría en cautividad de cuatro especies de ungulados procedentes del norte de África en grave peligro de extinción y su futura reintroducción en su hábitat natural.

## Historia

### Instituto de Aclimatación de Almería
En 1947 fue fundado el Instituto de Aclimatación de Almería, perteneciente al Patronato Alonso Herrera del CSIC. Debido a la limitación de su espacio en diferentes sedes, el CSIC decidió la compra de unos nuevos terrenos en 1950, cuando adquirieron 18 hectáreas en la zona trasera de la Alcazaba almeriense y a los pies del Cerro de San Cristóbal. El objetivo original era que los investigadores del Instituto de Aclimatación de Almería tuvieran acceso a una infraestructura donde poder desarrollar su labor científica. Durante las décadas de 1950 y 1960 se descubrieron nuevas variedades de maíces y cebada híbridos que daban una producción superior a la estándar, se realizaron pruebas con hongos parásitos de gramíneas con propiedades terapéuticas para el ganado, así como se produjeron uvas resistentes a virus y la primera variedad nacional sin pepitas en 1958, además de los primeros cultivos hidropónicos que serán fundamentales en la economía almeriense.

### Estación Experimental de Zonas Áridas
En 1971, tras el bajo rendimiento que venía presentando el centro, el biólogo José Antonio Valverde y el naturalista Antonio Cano Gea, así como el director del Instituto, Manuel Mendizábal, preocupados por la situación de las especies en peligro de extinción en la colonia del Sáhara Español, decide reconvertir el terreno para trasladar ejemplares con objeto de evitar su extinción y albergarlos en la finca para su procreación. Los primeros ejemplares de gacela dama y gacela dorca llegarían el 14 de enero de 1971 y los primeros años la Institución pasaría tiempos difíciles para su mantenimiento debido al espacio y a los medios económicos.
En 1975, debido a invasión marroquí del Sahara español, se trasladaron un gran número de animales a Almería por miedo a que fueran cazados. Ese año, tras la jubilación de Mendizábal, el nuevo director Guillermo Verdejo Vivas decidió que el Instituto de Aclimatación de Almería cambiaría su nombre por el de Estación Experimental de Zonas Áridas, denominación que mantiene actualmente, continuando como rama dependiente del CSIC, mientras que los terrenos se denominarán "Parque de Rescate de la Fauna Sahariana".
A comienzos de la década de 2000, el Parque cambió su denominación al actual Finca Experimental La Hoya. En 2003 se inauguró el Banco de Recursos Genéticos, cuya misión es suministrar material biológico y dar apoyo técnicos a diversos proyectos de investigación para la conservación de especies. A través del proyecto RUMEX (Reproducción de Ungulados en Peligro de Extinción), en colaboración con el Museo Nacional de Ciencias Naturales y la Universidad de Castilla-La Mancha, se ha procedido a la congelación de semen para las tres especies de gacelas custodiadas que permitan la inseminación artificial y evite la extinción. Estas iniciativas siguen los Programas Europeos de Conservación de Especies Amenazadas.

## Objetivos
La meta de los Programas en curso es alcanzar un aumento un tamaño de población y variedad genética que garantice su viabilidad futura y permita desarrollar su reintroducción en su hábitat natural. Varios proyectos se reintroducción ya se han llevado a cabo en lugares como Senegal, Marruecos o Túnez, como las 43 gacelas introducidas en este país en el Parque Nacional de Jebel Serj en octubre de 2016, así como más de 30 ejemplares en noviembre de 2019 en el mismo lugar.
Entre las especies custodiadas en la finca se encuentran:
- la gacela dama (Nanger dama), actualmente en la situación más delicada y extinguido en libertad. La población de estos ejemplares en La Hoya es uno de los más relevantes a nivel mundial;[3]
- la gacela de Cuvier (Gazella cuvieri);
- la gacela dorcas sahariana (G. dorcas neglecta);
- el arrui sahariano (Ammotragus lervia).

## Visitas educativas
Durante la década de los 1980 y 1990, la finca situada en el barrio de Pescadería de la ciudad de Almería acogía visitas de interesados y estudiantes. A pesar de que su actividad de cara al público suele estar cerrada, debido a las condiciones delicadas de habitabilidad de la fauna, en marzo de 2019, el proyecto 'SOS Gacelas: Conservación de especies amenazadas' fue seleccionado para desarrollar un proyecto de divulgación educativa entre más de 77 solicitudes al CSIC. Las primeras visitas llegaron en noviembre de 2019, con motivo de la Semana Internacional de la Ciencia, con talleres educativos para alumnos del último ciclo de Educación primaria con objeto de dar una divulgación educativa de la labor acometida entre los más jóvenes.
Debido a la pandemia del Covid estas visitas quedaron anuladas y muy restringidas posteriormente, así que, desde comienzos del año 2021, disponen de un tour virtual interactivo que permite a los visitantes aprender sobre la finca y observar las diferentes especies de ungulados norteafricanos en peligro de extinción que la pueblan, todo sin perturbar a los animales ni su equilibrio ecológico. Esta visita virtual incluye puntos interactivos con información valiosa, como vídeos, fotos y paneles informativos.